# توم دريك (لاعب كرة قاعدة)
توم دريك (بالإنجليزية: Tom Drake)‏ هو لاعب كرة قاعدة أمريكي، ولد في 7 أغسطس 1912 في برمنغهام في الولايات المتحدة، وتوفي بنفس المكان في 2 يوليو 1988.

## وصلات خارجية
- توم دريك على موقع دوري كرة القاعدة الرئيسي (الإنجليزية)
- توم دريك على موقعبيزبول رفرنس.كوم (الدوري الرئيسي) (الإنجليزية)
- توم دريك على موقعبيزبول رفرنس.كوم (الدوري الثانوي) (الإنجليزية)